# Mouvement breton
Ne doit pas être confondu avec Nationalisme breton.
Le mouvement breton, emsav (orthographe moderne) ou emzao /ˈɛmzaw/ est un ensemble informel d'organisations politiques, de syndicats, de groupes économiques ou d'associations culturelles soucieux de préserver et de développer la spécificité de la Bretagne, ou certains de ses aspects.
Quelques acteurs du mouvement (principalement, la Fondation culturelle bretonne-Emgleo Breiz) emploient le terme breton Ledemsav (emsav au sens large) pour désigner les institutions et regroupements bretons non politiques, comme les écoles de musiques bretonnes (bagadoù), les cercles celtiques (danses), les médias centrés sur la Bretagne, les fédérations de jeux et sports bretons, les institutions culturelles bretonnes, que beaucoup d'autres classent dans l’emsav tout court.
Son histoire est marquée par une période de préformation s'étalant tout au long du XIXe siècle, avant les débuts du premier emsav marqué par la création de l'Union régionaliste bretonne en 1898. Un second emsav prend lui le relais à partir de la fin de la première Guerre mondiale, auquel succède un troisième emsav à partir de la fin des années 1940.

## Étymologie
Le terme emzao (ou plus tard emsav en orthographe unifiée) est attesté pour la première fois en 1912 dans l'ouvrage Ganedigez eun emzao (« La genèse d'un mouvement ») de François Jaffrenou, dit Taldir. Ce néologisme, peu utilisé jusqu'alors, est repris en 1927 par le linguiste François Vallée sous la forme an emzav brôadel lorsqu'il raconte dans la revue Gwalarn son voyage chez les nationalistes irlandais. À cette époque, le terme est rendu en français par les expressions « mouvement de revendication », « soulèvement », « révolte ». Il est également considéré comme proche de l'italien risorgimento.
En 1932, sous la plume de Raymond Delaporte qui l'utilise dans Breiz Atao, emsav désigne la nébuleuse de groupes culturels ou politiques plus ou moins organisés en réseau, œuvrant pour la défense de la langue bretonne et la promotion d'une nation bretonne. Cette acception est reprise dans les dictionnaires de la fin du XXe siècle, comme celui de Francis Favereau édité en 1992, qui le traduit comme « mouvement breton ».
Pour autant, l'étymologie d’emzao renvoie à deux termes bretons : le radical zao ou sav signifiant littéralement « levé » ou « élévation », et le préfixe réflectif em- « soi-même ». La traduction d’emzao se rapprocherait donc plus d'« élévation de/sur soi-même », « édification personnelle », que de « soulèvement ».

## Histoire du mouvement

### Origines
Le mouvement breton est traditionnellement divisée en trois périodes, Le premier, apparu au XIXe siècle, est un régionalisme qui se retrouve au sein de la Fédération régionaliste française jusqu’à la Première Guerre mondiale. Le second Emsav est clairement nationaliste et hostile à la France. Le troisième Emsav, apparu dans les années 1960, se veut le plus souvent apolitique pour ne se focaliser, à la faveur d’un « revival », que sur les questions culturelles.
Ce découpage est remis en cause par Francis Favereau. Il émet l'hypothèse d'un nationalisme breton né uniquement dans les cerveaux enfiévrés de quelques gentilshommes plus ou moins marginalisés politiquement ne laisse pas d'être réductrice. Les idées ne sortent pas du sol et nul mouvement d'idée est né sans père. Des recherches plus fines seraient nécessaires.
Le mouvement breton est né dans la première moitié du XIXe siècle, dans le courant du nationalisme romantique.
Le mouvement suscite de l'intérêt pour l'existence de peuples, et l'occasion est alors saisie pour fixer les langues vernaculaires, voire en unifier certaines sous prétexte de retrouver la langue originelle commune,. Jacques Le Brigant réalise des travaux sur la langue bretonne. À la même époque, Jean-François Le Gonidec uniformise l'orthographe du breton.
Le mouvement régionaliste apparaît en Bretagne chez Ernest Renan dans le troisième tiers du XIXe siècle.
Jacques Cambry, crée une Académie celtique à Paris en 1804.
Le mouvement breton profite de l'impulsion donnée par la noblesse bretonne, qui après avoir perdu à la Révolution ses privilèges et l’exercice du pouvoir, connaît une période d’adaptation. La noblesse s’investie dans le champ politique des régimes successifs (1er Empire, Restauration, Monarchie de Juillet, Second Empire, IIIe République) mais aussi dans le champ culturel. La noblesse cherche à relever la langue bretonne (Adsav ar Yezh) par le collectage de chants populaires, et par la mise en valeur de l’Histoire de Bretagne (Adsav an Istor).
Les principaux axes du régionalisme breton naissant sont :
- La collecte des chants et contes populaires bretons[13].
- La normalisation du breton écrit[14].
- Le développement d’une historiographie bretonne tournant autour de la celtomanie avec Arthur de La Borderie[15].
- Le recueil des croyances en Bretagne, notamment avec les travaux d'Anatole Le Braz[16].

Les années 1870 connaissent les premières pétitions pour réclamer l'enseignement du breton, tandis que les « études celtiques » démarraient à peu près à cette même époque, avant de se développer à l’Université de Rennes (cours de « celtique »), sous l’impulsion de Joseph Loth, à partir de 1884.

### Le premierEmsav(1898-1914)
Le début du premier Emsav est caractérisé par la création en août 1898 à Morlaix de l’Union régionaliste bretonne (URB),.
La création de l'URB suscite beaucoup d'espoirs pour la constitution d'un large front à vocation de lobbyisme dans tous les domaines culturels, pour le maintien, sans exclure la modernisation, des traditions spécifiques à la Bretagne : costumes, danses, musique, langue, théâtre, coutumes religieuses. Les questions de l'enseignement de la langue et de l'enseignement religieux entraînent des controverses réciproques avec l'appareil de l'État et ses soutiens.
Le premier Emsav est conservateur, aristocratique et clérical, opposé à la République et aux idéaux de la Révolution française.
Il est essentiellement régionaliste et concerne des notables et des intellectuels.

### Le deuxièmeEmsav(1914-1945)
La Première Guerre mondiale est une véritable coupure. La Bretagne, comme le reste de la France, est saignée à blanc. Plus de la moitié des hommes bretons entre 20 et 40 ans sont morts, l'impression d'avoir été systématiquement en première ligne est très vive et ravive la victimisation.
Le régionalisme (qui prétend unir la petite et la grande patrie), conservateur, obtient des succès publics (organisation de fêtes bretonnes officielles, revues centralisant les actualités des organisations bretonnes), campagnes de presse contre le refus d'introduire le breton dans l'enseignement, mais ne démontre pas sa capacité à influer sur le politique[réf. nécessaire].

#### Développement de la littérature de langue bretonne
La littérature bretonne de l’entre-deux-guerres devient le creuset et l’enjeu d’un rejet radical des productions des siècles précédents, la modernité des auteurs nationalistes bretons se structurant par kitschisation des aspects typiques et folkloriques des auteurs précédents.
En 1934, la revue Ar Falz, lance une pétition pour l'enseignement de la langue bretonne.

#### Politique: nationalistes contre fédéralistes
Selon Michel Nicolas, c'est durant le deuxième Emsav que le nationalisme breton se développe.

### Le troisièmeEmsav(1945 à nos jours)
À la suite de la collaboration de la plupart des mouvements politiques bretons encore actifs à l'époque, le militantisme politique est condamné par l'opinion. À une phase de deuil et de règlements de comptes, de la Libération au début des années 1950, succède le temps du refoulement et des témoignages complaisants des militants, qui débute après les lois d'amnistie de 1951 et 1953. Selon Marc Bergère : 
Exacerbés par la question centrale du comportement « du mouvement breton » (le second Emsav) sous l’Occupation et des conditions de son épuration, les conflits de mémoires ont nourri depuis la Libération une abondante production livresque.

#### Dimension culturelle
Dans les années 1940, différentes associations culturelles se mettent en place. C'est le cas de la fédération Bodadeg ar Sonerion, fondée en 1943.
En 1947, Joseph Martray fonde Le Peuple Breton. La même année est fondée par un prêtre breton, la Mission bretonne, qui accueille et forme les Bretons d’Île-de-France sur des ateliers, des cours et des fest-noz sur la culture bretonne.
Une loi est votée à l’unanimité en décembre 1950, puis promulguée en le 11 janvier 1951, à l’initiative du député SFIO d’Albi, Maurice Deixonne, permet l’introduction d’un enseignement facultatif du breton, comme d’autres langues de France au niveau du secondaire, les points obtenus ne comptant que pour la mention au bac.
Polig Monjarret crée le premier bagad civil en 1948 : la kevrenn Paotred an Hent Houarn de Carhaix (en français : bagad des cheminots de Carhaix).
Selon Eric Falc'her-Poyroux, le travail de Georges Cochevelou dans les années 1950 permet de populariser la harpe celtique,.
Des lieux de rencontres de rencontre, de réflexion et de recrutement pour les militants bretons sont fondés par plusieurs dizaines d'anciens résistants. 
Plusieurs revues se développent comme SKED avec une vision celto-chrétienne entre 1947 et 1954. 
La fédération Kendalc’h qui regroupe les organisations culturelles du mouvement breton est créée en 1950.
En 1950 est fondée le Comité d’études et de liaison des intérêts bretons (CELIB) et La Vie Bretonne.
En 1951 est adoptée la loi Deixonne, autorisant l’enseignement facultatif des « langues et dialectes locaux ».
En 1952 est fondée la fédération Kuzul ar Brezhoneg, qui regroupe les associations bretonnes touchant aux domaines de l'édition, l'apprentissage de la langue, la collaboration avec des magazines et le développement de relations interceltiques et internationales.
La production littéraire est croissante en qualité comme en quantité, de la période entre 1954 et 1972. La revue littéraire bretonnante Al Liamm, incite le lectorat en 1954, à comparer la Bretagne à d’autres nations qui se sont émancipées, ou qui étaient en voie d’émancipation ou de reconquête nationale.
Les années 1970 sont marquées par une explosion de produits culturels en rapport avec une nouvelle image de la Bretagne. L'année 1972 marque le passage d'Alan Stivell à l'Olympia.
Entre 1970 et 1976, plusieurs acteurs culturels bretons organisent un foyer culturel au manoir de Menez Kamm.
En août 1971, a lieu la première édition de ce qui prend alors le nom de « Fête des Cornemuses ».
En 1977, l'État signe une charte culturelle, un accord entre la République française et les conseillers régionaux de la Bretagne, officialisant l'existence d'une « personnalité culturelle » de la région, qui se manifeste à travers ses expressions artistiques, ses traditions populaires, et une langue vernaculaire – un réseau d'écoles associatives, gratuites et laïques d'enseignement du breton, appelé Diwan est mis en place par l’État français.
En mars 1982 est fondé l'association Institut culturel de Bretagne, qui vise à promouvoir la culture bretonne,.
En 1984 est fondée l'association Stourm ar Brezhoneg qui milite pour l'instauration d'une signalisation routière en langue bretonne.
Depuis l'Irlande, Alan Heusaff contribue en juin 1987 au Peuple Breton pour un dossier sur le bilinguisme.
En 2004 a lieu le lancement de la Journée de la langue bretonne[réf. nécessaire].
En 2008, le breton est reconnu comme patrimoine français dans la Constitution.
Le 17 septembre 2010 est fondé l’Office de la langue bretonne par arrêté préfectoral.

#### Dimension économique
En 1950, le Comité d'étude et de liaison des intérêts bretons (CELIB) est créé. Ces membres cherchent à « désenclaver une Bretagne économiquement en retard et de réduire une émigration pénalisante ». Il est créé autour de René Pleven s’approprie les thématiques des économies régionales et de l’aménagement du territoire pour servir les intérêts économiques de la Bretagne.
En 1967, divers épisodes revendicatifs exigent une action résolue de l’État en faveur de la région. Ces revendications sont portées par des étudiants, des agriculteurs inquiets face à la mise en place du marché commun agricole et par des ouvriers atteints par le freinage de la déconcentration industrielle.
Le 30 mai 1968 une délégation du CELIB est reçue à l’Hôtel de Matignon.
En 1993, l'association « certifié Bretagne », renommée « Produit en Bretagne » est fondée dans le but de promouvoir l'économie bretonne.

#### Dimension politique
En 1957 est créé le Mouvement pour l’Organisation de la Bretagne (MOB), par Yann Fouéré, dont il est le leader jusqu'en 1969.
En 1963, les membres d’Ar Falz concourent à la formation du Comité d’action pour la Bretagne (CAB), qui regroupe le PCF, le PSU, la SFIO, la FEN, la CGT et la CFTC et les engagent notamment dans les mobilisations pour la défense des forges d’Hennebont. Ce mouvement est aussi une réponse à une « hostilité foncière du pouvoir à satisfaire ses revendications culturelles, notamment l’enseignement du breton ».
En 1964, une scission a lieu à l'intérieur du MOB, une parti des membres forment l’Union démocratique bretonne (UDB) en 1964.
En 1966, le Front de libération de la Bretagne (FLB) revendique son premier attentat.
En 1969, le Premier ministre Georges Pompidou valide un vaste Plan routier breton, qui prévoit la construction de voies rapides pour relier les grandes villes de la région,.
À partir des années 1970, la position de la Loire-Atlantique dans les Pays de la Loire est de plus en plus contestée. Durant cette même période se développe l'idée de « colonialisme intérieur » dont serait victime la Bretagne vis-à-vis de Paris.
Dans les années 1970, apparaît un nationalisme clandestin de « propagande armée » : Front de libération de la Bretagne – Armée révolutionnaire bretonne. Ces groupes dénoncent « l'emprise de l'État colonial français »,. Des mesures d’amnistie liées aux élections présidentielles sont  organisées en 1969 et 1974 pour des militants du Front de Libération de la Bretagne et en 1981, organisant ainsi l’oubli et la pacification nationale.
En 1971 est fondé le Parti communiste breton. Le parti adhère aux principes marxistes-léninistes et trotskistes. Il voit la Bretagne comme une « colonie intérieure » de la France, exploitée économiquement et culturellement par l’État central. Le parti revendique l’autonomie, voire l’indépendance, de la Bretagne, qu’il considère comme une nation à part entière, avec sa langue, sa culture et son histoire. Il s’oppose à l’assimilation française. Cette combinaison d’idéaux communistes et nationalistes est symbolisée par le slogan « Pour une Bretagne libre et autogérée »
En 1972, onze militants du FLB comparaissent devant la Cour de sûreté de l'État. La même année a lieu la grève du lait, un ensemble de manifestations contre la baisse du prix du lait. Des grèves ont également lieu pour manifester contre le niveau bas des salaires dans l'industrie.
Aux élections législatives françaises de 1973, le Strollad Ar Vro récolte 2,65 % des suffrages exprimés dans les départements des Côtes-du-Nord, du Finistère, d'Ille-et-Vilaine et de Loire-Atlantique. La même année est organisée le colloque Bretagne et autogestion à Mûr-de-Bretagne.
Le 8 juin 1975 des membres des Comités d'Action Bretons, Strollad ar Vro, et Stourm Breizh forment le Front autonomiste socialiste autogestionnaire breton (F.A.S.A.B.)[réf. nécessaire].
En 1979 est fond le Strollad pobl vreizh, actif de 1979 à 1983, premier parti ouvertement indépendantiste après la Seconde Guerre mondiale.
Le 12 décembre 1981, le gouvernement de François Mitterrand abandonne un projet de centrale nucléaire à Plogoff, à la suite d'un large mouvement citoyen.
La loi de décentralisation de 1982 érige les régions en collectivités territoriales, et institut l'élection de leur conseil au suffrage universel direct.
Emgann (plus tard renommé War-Sav – Gauche indépendantiste bretonne) naît au cours de l’été 1983, largement issu de Kuzul an distaoliadeg (KAD), les comités pour l’amnistie des prisonniers du FLB.
Dans les années 1990, émerge le syndicat étudiant Dazont qui devient au milieu de la décennie le premier syndicat étudiant en Bretagne mais disparaît en 1998.
Création d’un syndicat nationaliste breton : Sindikad Labourerien Breizh (SLB) qui prend la suite du syndicat Dazont et obtient en janvier 2006 trois élus à l'université de Haute-Bretagne Rennes-II.
En 1997 est fondée la Fédération bretonne légitimiste (d), un cercle légitimiste.
Le 19 avril 2000, une explosion provoque la mort de Laurence Turbec, employée au restaurant McDonald's de Quévert. Des membres du mouvement indépendantiste breton sont suspectés. En effet, le même jour, un colis piégé a été désamorcé devant un bureau de poste à Rennes, contenant des explosifs provenant d'un stock volé à Plévin et déjà utilisé par l'ARB. En outre, un attentat visant également un McDonald's avait fait des dégâts matériels quelques jours auparavant à Pornic, avec le même lot d'explosifs et revendiqué par l'ARB. Des liens avec l'organisation basque ETA sont mis au jour lors de l'affaire de Plévin. En mars 2004, les quatre militants poursuivis sont acquittés pour ce fait. Le parquet ayant fait appel de trois de ces quatre acquittements, cet appel est jugé irrecevable en novembre 2008. Le parquet s'étant pourvu en cassation contre cet arrêt, la Cour de cassation lui donne tort. Les militants poursuivis sont donc définitivement blanchis.
Le 24 juin 2000, le nom de Roparz Hemon est retiré du fronton du collège Diwan de Relecq-Kerhuon. La même année est fondé Adsav, mouvement créé par Padrig Montauzier, à la suite d'une sission avec le Parti pour l'organisation de la Bretagne libre (POBL) et dont il constitue l'aile la plus à droite.
En 2010 est fondé le Mouvement Bretagne et Progrès (MBP).
En 2013, Frank Darcel monte avec Caroline Ollivro le mouvement Breizh Europa (d),. À l'occasion des élections municipales de 2014, il dirige la campagne de la liste « Rennes Bretagne Europe » menée par Caroline Ollivro, qui obtient 3,82 % au premier tour. Frank Darcel devient le nouveau président du mouvement en décembre 2017.
En 2015, 8 à 10 % des véhicules de Rennes disposent d'un autocollant avec un signe de rattachement de Nantes à la région Bretagne. Ce chiffre monte à 20 % en Basse-Bretagne. La même année, le MBP et l'UDB sont rassemblés dans la plateforme Oui la Bretagne depuis les élections régionales de 2015,.
En 2018 est annoncé la formation du collectif Dispac'h (d). Les membres du collectif est surtout connus pour leurs actions pour les maisons secondaires. Durant la distribution du film Bécassine !, le collectif appelle au boycott du film.
En 2020 est fondé par des militants de Dispac'h et Breizhistance le mouvement Douar ha Frankiz, une organisation politique indépendantiste et anticapitaliste.